# 피터 맥켄지
피터 매켄지(Peter Mackenzie, 1961년 1월 19일 ~ )는 미국의 배우이다.
보스턴에서 태어났다.

## 출연 작품
- 심플 웨딩 (2018년)
- 킹스 (2017년)
- 스페이스맨 (2016년)
- 언럭키맨 (2015년)
- 트럼보 (2015년) - 로버트 케니 역
- 아틀라스 슈러그드: 파트 3 (2014년)
- 에코 (2014년) - 제임스 역
- 시카고 8 (2011년) - 데이비드 역
- 프로젝트 X (2011년)
- 섹스 후, 5일간의 여행 (2010년) - 미스터 피터슨 역
- 사랑은 너무 복잡해 (2009년)
- 페임 (2009년)
- 부라더 2018 (2007년) - 마취의 역
- 룸 6 (2006년)
- 오프 더 립 (2004년)
- 스토커 (2002년)
- 아메리칸 트레져디 (2000년)
- 인 크라우드 (2000년) - 밥 미드 역
- 메이저 리그 3 (1998년)
- 더 드류 캐리 쇼 (1995년)
- 톰과 허크 (1995년)
- 티렉스 (1995년)
- 스피치리스 (1994년)
- 로렌조 오일 (1992년)
- 굿모닝 베트남 (1987년)

### 텔레비전
- CSI 라스베가스 시즌1 (2000년)
- 아메리칸 대드! (2005년)